# Purodha
Purodha heißt eine vierteljährlich in Puducherry in Indien erscheinende Zeitschrift der Sri Aurobindo Society. Die Zeitschrift erscheint in den Sprachen Hindi und Bengali bereits seit vor dem Zweiten Weltkrieg. Ihre Aufgabe ist vor allem, die Lehren des integralen Yoga zu beleuchten und zu verbreiten. Diese wurden von dem indischen Mystiker und Lehrer Swami Sri Aurobindo begründet und werden nach dem Tod des Gurus von der Sri-Aurobindo-Gesellschaft weiter entwickelt.
Das Wort Purodha ist Sanskrit und bedeutet in etwa Fackelträger, also jemand, der Licht bringt, eine Quelle der Erleuchtung oder spirituellen Erkenntnis trägt und so andere darin unterstützt, ihren persönlichen Yoga, den Pfad der Meditation oder der Kontemplation zu finden und zu gehen, egal welcher Schule, und so Gott näher zu kommen. Im spezielleren Sinn ist ein Purodha eine Person, die gewöhnlich in einer Assistentenrolle zum Lehrer in einem Yogaunterricht oder einer Yogaschule den Lernenden zur Seite steht und als Vorbild dient. Für diese wird Purodha als eine Bezeichnung oder ein Titel verwendet. In der Ananda-Marga-Lehre wird der Purodha gewählt und wirkt als Priester in Vertretung für den abwesenden Guru. Purodha ist auch einer der neunundneunzig Namen des Göttlichen in ihrer hinduistischen, indisch/nepalesischen Ausprägung.